# Jamie Rivera
Jamie Rivera (Manila, 29 de agosto de 1966) es una cantante de música pop filipina, cuyo nombre verdadero es Mary Jane C. Mendoza. Se graduó en la Universidad Santo Tomás de Manila, y se inició en la música a partir de 2001, con su primer álbum discográfico titulado "My Life Is in Your Hands".

## Discografía
- Feel So Right
- OPM Timeless Collection Gold Series
- Once More: Songs Of Love And Life...
- Second Thoughts
- Pangako
- Greatest Hits
- Jamie Rivera
- We Can Show the World!
- All Out for Love
- Hey, It's Me
- Jubilee Song
- The Purpose Driven Life
- Jamie:At Her Best
- H.O.P.E. (Healing of Pain and Enlightenment)[1]